# Neroli Fairhall
Neroli Fairhall, novozelandska lokostrelka, * 26. avgust 1944, Christchurch, † 11. junij 2006.
Fairhall je najbolj znana kot prva parapleška športnica (tudi prva pri obeh spolih), ki je nastopila na poletnih olimpijskih igrah.
Na lokostrelskem delu poletnih olimpijskih igrah 1984 je osvojila 35. mesto v individualni konkurenci.